# Alvise Cadamosto
Alvise Cadamosto, también Alvise da Ca da Mosto, Alvise Ca' da Mosto o Alvise da Mosto (en portugués: Luis Cadamosto) (Venecia, 1432 – Venecia, 16 de julio de 1483) fue un navegante, explorador y comerciante de esclavos de la República de Venecia, que fue contratado por el príncipe portugués Enrique el Navegante y realizó dos viajes conocidos a África Occidental, en 1455 y 1456, acompañado por el capitán genovés Antoniotto Usodimare.
A Cadamosto y sus compañeros se les atribuye el descubrimiento de las islas del archipiélago de Cabo Verde (otras fuentes atribuyen el descubrimiento a Antonio de Noli y Diogo Afonso en el 1462) y muchos cabos y puntas a lo largo de la costa de Guinea, desde el río Gambia hasta el río Geba (en Guinea-Bissau), el mayor salto en los descubrimientos enricanos desde 1446. Los relatos de Cadamosto de sus viajes, incluyendo sus observaciones detalladas de las sociedades de África occidental, han demostrado ser muy valiosas para los historiadores.

## Antecedentes
Alvise nació en 1432 en la Ca' da Mosto, un palacio localizado en el Gran Canal de Venecia, del que deriva su nombre. Su padre fue Giovanni da Mosto, un funcionario veneciano civil y mercantil, y su madre Elizabeth Querini, de una familia patricia principal de Venecia. Alvise era el mayor de tres hijos, siendo sus hermanos menores Petro y Antonio.
A una edad muy joven, Cadamosto partió como comerciante aventurero, navegando con galeras venecianas en el mar Mediterráneo. De 1442 a 1448, Alvise realizó varios viajes en galeras venecianas a la costa de Berbería y a Creta, como agente comercial de su primo, Andrea Barbarigo. En 1451, fue nombrado oficial noble ballestero en una galera a Alejandría. Al año siguiente, desempeñó el mismo cargo en una galera veneciana a Flandes. A su regreso, encontró a su familia en desgracia y desposeídos. Su padre, atrapado en un escándalo de soborno, había sido desterrado de la república de Venecia y se había refugiado en el Ducado de Módena. Sus familiares Querini aprovecharon la oportunidad para apoderarse de las posesiones de su familia. Este revés empañó las perspectivas futuras de carrera de Cadamosto en Venecia, y probablemente animaron su espíritu de aventura, con la esperanza de recuperar su nombre y fortuna con grandes hechos propios.

## Expediciones a África
En agosto de 1454 a la edad de 22 años, Alvise y su hermano Antonio se embarcaron con destino a Flandes en una galera mercante veneciana, capitaneada por Marco Zen. En el viaje de ida, la nave fue detenida por el mal tiempo cerca del cabo de San Vicente, en el Algarve portugués. Mientras esperaban que mejorase el tiempo, el príncipe portugués Enrique el Navegante, que tenía su sede cerca de Sagres, envió a dos de sus agentes comerciales, encabezados por su secretario Antão Gonçalves y el cónsul veneciano local Patrizio di Conti, para interesar a los mercaderes venecianos varados en contratos de comercio de azúcar y otras mercancías con la isla de Madeira. Informados por los visitantes de los recientes descubrimientos de Enrique en África, Cadamosto se «inflamó con el deseo de visitar esas regiones recién descubiertas» e inmediatamente visitó al príncipe en su residencia en Raposeira para solicitar emprender una expedición en su nombre. Enrique lo contrató en el acto.
(Nota: El cronista portugués del siglo XVI Damião de Góis, único entre los historiadores, erróneamente afirmó que el encuentro de Cadamosto se llevó a cabo en 1444 más bien que en 1454. Dada la preeminencia de Góis, esta datación errónea ha sido citada por otros, y ha sido causa de mucha confusión en historias posteriores y cronologías.)

### Primer viaje (1455)
Alvise Cadamosto partió el 22 de marzo de 1455 en una carabela de 43 toneladas suministrada por el príncipe Enrique, con Vicente Dias como piloto principal. Se dirigieron a Porto Santo y Madeira, y posteriormente siguieron su rumbo a través de las islas Canarias, haciendo paradas en La Gomera, El Hierro y La Palma antes de alcanzar la costa africana a la altura del cabo Blanco. Cadamosto tomó nota de la existencia de la fábrica-fortaleza portuguesa de Arguín, pero no parece haberse detenido en ella.
Navegaron por la costa de África occidental hasta la desembocadura del río Senegal (que él llamó como Rio do Senega, siendo el primer uso registrado de este nombre). No parece haberse detenido allí, ya que su destino estaba más al sur, en un fondeadero a lo largo de la Grande Côte que él llamó la Palma di Budomel (de localización incierta, probablemente alrededor de Mboro, 15°09′42″N 16°55′45″O / 15.16167, -16.92917). Cadamosto señaló que este lugar (o resgate) se utilizaba ya por los comerciantes portugueses y que el comercio entre los portugueses y los wólof de la región de Senegal se abrió alrededor de 1450 («cinco años antes de que yo llegase en este viaje»). Cadamosto había tratado de comerciar con caballos ibéricos por esclavos negros, la línea principal de negocios en este resgate. Los caballos eran muy valorados en la costa de Senegal, y se negociaban a una tasa de entre 9 y 14 esclavos por cada caballo. Cadamosto dice que pagó con siete caballos y algunos artículos de lana (por un valor total de alrededor de 300 ducados) por cerca de 100 esclavos.
Mientras estaba fondeado, Cadamosto fue sorprendido por un encuentro con el propio gobernante, el Damel de Cayor (a quien él llamó Budomel), acompañado de su séquito. El Damel lo invitó al interior mientras ultimaban los detalles de la operación comercial. Cadamosto pasó casi un mes en un pueblo del interior, hospedado por el príncipe Bisboror (un sobrino de Budomel), un tiempo durante el cual se deleitó haciendo muchas observaciones sobre el país y las costumbres locales.
Cuando terminó el comercio en Cayor, en lugar de regresar a casa con su carga humana, Cadamosto decidió seguir más al sur por la costa, hacia la península de Cabo Verde. Este viaje fue pensado como una expedición de exploración pura, «para descubrir nuevos países» más allá del Cabo, más concretamente, al misterioso «reino llamado Gambra», donde el príncipe Enrique había oído (de anteriores esclavos cautivos) que se encontraba oro en abundancia. Alrededor de Cabo Verde, en junio de 1455, Cadamosto se encontró con dos carabelas portuguesas, una de ellas al mando de Antoniotto Usodimare, un capitán de la república de Génova, también al servicio del príncipe Enrique, y la otra de un anónimo escudero de la casa de Enrique. Estuvieron de acuerdo en unir sus fuerzas y procedieron al sur juntos.
Después de una breve parada de pesca en algunas islas sin nombre (probablemente las islas de las Madeleines), Cadamosto, Usodimare y el capitán portugués navegaron al sur, hasta la Petite Côte, hasta llegar al delta del Sine-Saloum, un tramo habitado por los Sereri (pueblo serer). Cadamosto no anotó nada bueno sobre los serer, caracterizándolos como idólatras salvajes «de gran crueldad» (aunque hay que señalar en este punto que su información procedía principalmente a partir de intérpretes wólof). Cadamosto afirma que fue él quien nombró el río Saloum como el Rio di Barbacini, el nombre que mantendría y por el que sería conocido en los mapas europeos a partir de entonces. Cadamosto y Usodimare trataron de desembarcar allí, pero rápidamente decidieron no hacerlo cuando desembarcaron un intérprete en una playa para hacer contacto con la comunidad nativa y los serer reunidos le mataron en el acto.
Yendo al sur, Cadamosto y Usodimare finalmente descubrieron la desembocadura del río Gambia a finales de junio, o principios de julio, de 1455. Se pusieron a navegar río arriba, pero su avance se enfrentó a la hostilidad incesante de la población mandinga río arriba. Sometido a un intenso fuego de misiles, apenas se defendieron de un ataque masivo con canoas que pretendía atraparlos y embarcarlos en ellas. De acuerdo a los intérpretes de Cadamosto, los mandingas creían que los portugueses eran caníbales y que habían llegado a la región para comprar hombres negros para comer. Urgidos por sus tripulaciones asustadas (y probablemente deseosos de mantener su carga humana intacta, el cargamento de esclavos que llevaban desde Cayor), Cadamosto decidió suspender seguir río arriba y salió del río. Cadamosto no proporciona detalles sobre el viaje de regreso a Portugal.
En la desembocadura del Gambia, Cadamosto tomó nota de la casi total desaparición de la septentrional estrella Polar en el horizonte, e hizo un rudimentario esbozó de una brillante constelación al sur, que se cree que es la primera representación conocida de la constelación de la Cruz del Sur (aunque erróneamente posicionada y con demasiadas estrellas; habrá que esperar hasta Mestre João Faras, en 1500, para una interpretación más exacta) Cadamosto la llamó el carro dell' ostro (carro meridional).
Se sabe que la flota estaba de vuelta en Portugal antes de que finalizase el año, ya que Antoniotto Usodimare escribió de vuelta una carta a sus acreedores en Génova, fechada el 12 de diciembre de 1455, informándoles sobre los resultados de su viaje (aunque con mucha exageración, y sin mencionar a Cadamosto).

### Segundo viaje (1456)

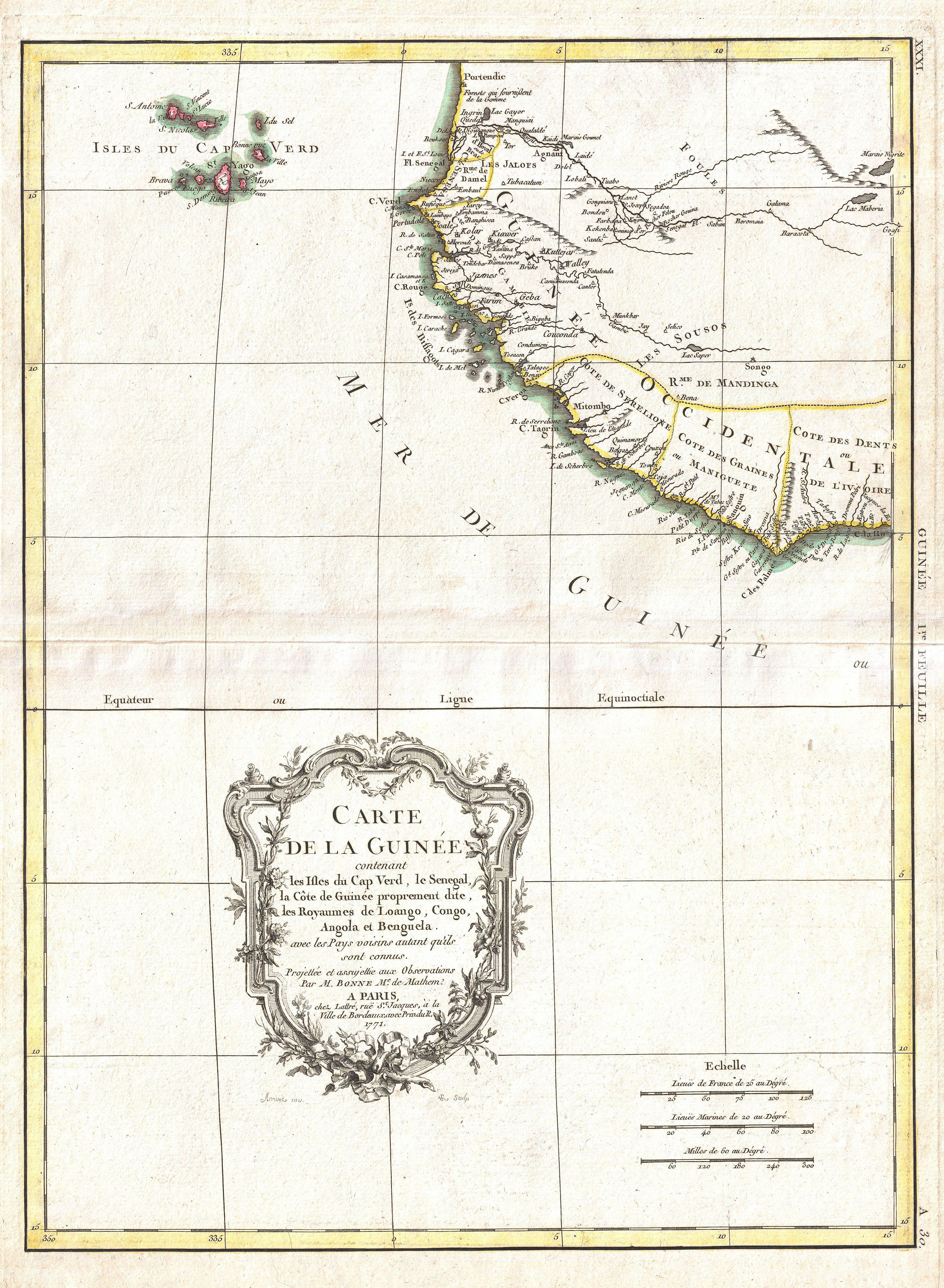
Mapa de las islas de Cabo Verde y la región de la costa de Guinea, c.1771

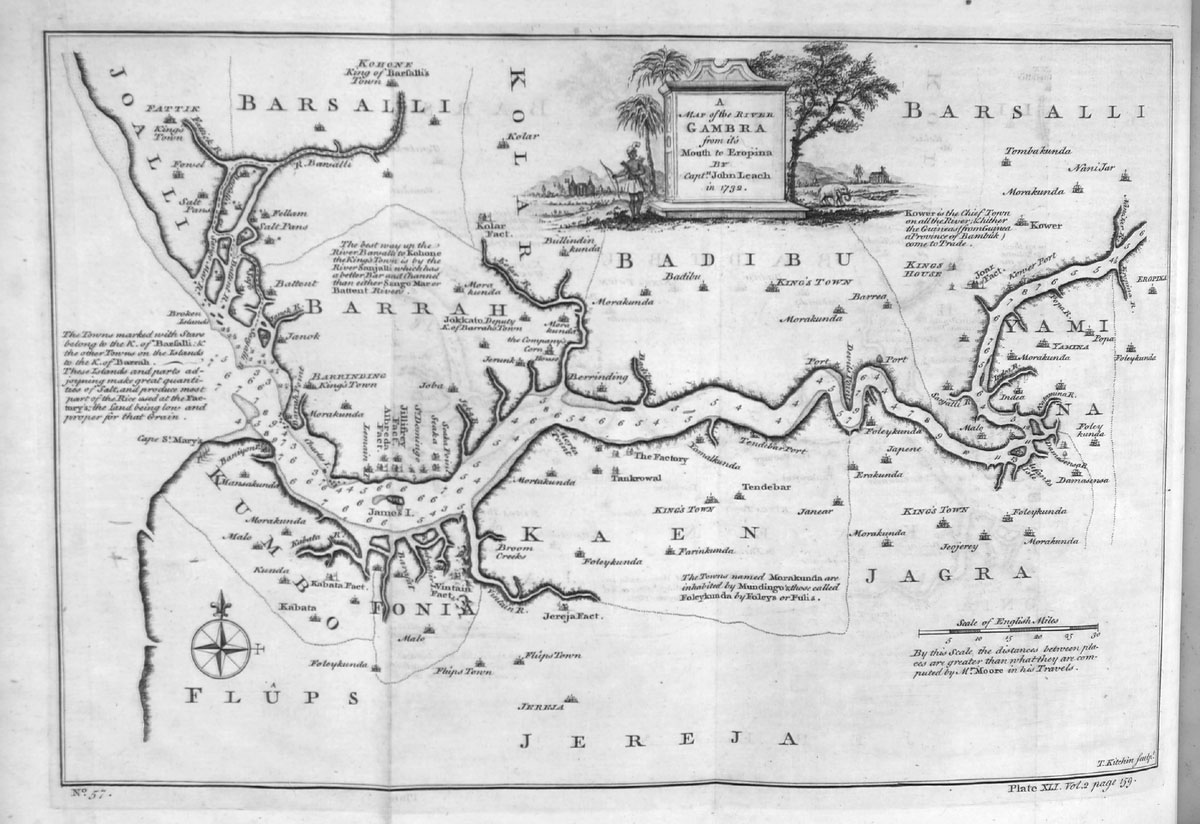
Mapa del río Gambia y área próxima, c.1732

Cadamosto partió de nuevo desde el pequeño puerto de Lagos en mayo de 1456, acompañado nuevamente por Antoniotto Usodimare y otra carabela con un anónimo capitán portugués, otro sirviente del príncipe Enrique. Las tres naves no hicieron escalas comerciales conocidas, con la intención de navegar en línea recta hasta el río Gambia (probablemente por instrucciones del príncipe Enrique).
Atrapada por una tormenta en torno a la península de Cabo Verde, la pequeña flota se vio obligado a navegar hacia el oeste, alejándose de la costa durante dos días y tres noches (unos 550 km) y tropezando con el archipiélago, aún no descubierto por los occidentales, de las islas de Cabo Verde. Cadamosto, Usodimare y el capitán portugués exploraron varias de las islas deshabitadas, considerando que eran cuatro (aunque Cadamosto anota en su relato que los exploradores más tarde encontrarían que eran diez). Anclaron por vez primera en una isla que llamaron Buona Vista (Boavista), antes de proceder a una isla más grande, a la que llamaron San Jacobo (Santiago) (según Cadamosto, a causa de que era la festividad de los santos Felipe y Santiago, probablemente un error) Encontrando las islas poco interesantes, reemprendieron el viaje.
(Nota: aunque Cadamosto reclamó el crédito del descubrimiento de las islas de Cabo Verde, esto fue discutido por Diogo Gomes, quien afirmó que descubrió las islas, junto con Antonio da Noli, en 1462 (a veces datado en 1460).
Cadamosto, Usodimare y el anónimo capitán portugués procedieron luego a entrar en el río Gambia nuevamente, aunque esta vez sin oposición. Navegaron unas 10 millas italianas (15 km) río arriba y anclaron brevemente en una isla del río que llamaron Santo Andrea (porque en ella enterraron a un miembro de la tripulación, llamado Andrea; la isla se cree que es la moderna isla Dog).
El trío continuó río arriba con cuidado, observados con cautela por canoas nativas mandinga, pero esta vez no surgieron hostilidades o emboscadas. Finalmente, uno de los intérpretes logró atraer a algunos de los nativos de las canoas y logró que subiesen a bordo de los barcos portugueses, iniciando un contacto pacífico. Los nativos se identificaron como súbditos del rey Forosangoli (de la orilla sur de Gambia) y que él, y la mayoría de los otros reyes mandingas a lo largo del río Gambia eran todos vasallos del emperador de Malí (Impatore di Melli), y que algunos de los reyes locales estaban dispuestos a encontrarse con los portugueses. Siguiendo las instrucciones de sus interlocutores, Cadamosto navegó unas 60 millas italianas por el río Gambia, llegando a la residencia del rey mandinga llamado Battimansa, en mandinga «rey de los Batti» (probablemente Badibu, en el lado norte del río). Fueron bien recibidos, pero quedaron decepcionados por la poca evidencia de la gran cantidad de oro que habían esperado encontrar. Realizaron algún pequeño comercio con los lugareños, en particular almizcle (de valor incalculable para los perfumistas europeos), e incluso adquirieron especímenes vivos de civeta africana.
Cadamosto menciona la interacción con otro señor, Guumimensa, cuyo dominio estaba más cerca de la desembocadura del río. Esta sería, probablemente, nada menos que el formidable Niumimansa, rey de los Niumi-Banta de la región de Barra, cuyo gobierno se extendió sobre los Niumi-Bato (Niominka) de la orilla del río Diombos, un antiguo antagonista de los exploradores portugueses. Sin embargo, Cadamosto informó de que sus relaciones fueron bastante bien.
Cadamosto y sus compañeros se quedaron en Badibu durante 11 días, antes de partir. No descubrieron el centro comercial de Cantor, que aún estaba a varios kilómetros río arriba (fue descubierto sólo un par de años más tarde, por Diogo Gomes). Pero si descubrieron la malaria, y su tripulación rápidamente enfermó de fiebres. Probablemente fue esta epidemia la que provocó que Cadamosto acortara su estancia y dejase el río Gambia, de vuelta al océano, donde la fiebre pareció haber disminuido.
Decididos a continuar explorando la costa de África occidental, el trío de Cadamosto puso rumbo al sur, doblando el cabo de Santa María (13°29′10″N 16°40′6″O / 13.48611, -16.66833) y navegando con cuidado alrededor de las rompientes peligrosas del cabo Calvo (13°22′47″N 16°47′43″O / 13.37972, -16.79528), reportando un par de ríos a lo largo del camino (ninguno de los cuales nombraron). Unos días más tarde, Cadamosto y sus compañeros descubrieron la desembocadura del río Casamance (12°33′22″N 16°45′44″O / 12.55611, -16.76222)., que nombraron en honor del señor local Casamansa, rey ('mansa') de Kasa (llamado más tarde por los portugueses Casangas, una tribu ahora casi extinta, relacionada con las personas Bainuk). Enviaron un par de desembarcos a tierra para entablar contactos, pero se les dijo que el rey estaba ausente en campaña, y Cadamosto no se quedó y decidió seguir adelante.
Navegando hacia el sur, la flota llegó a un promontorio de color rojo que llamaron Capo Rosso (cabo Roxo 12°20′8″N 16°42′47″O / 12.33556, -16.71306, que hoy marca la frontera entre Senegal y Guinea-Bissau). En su relato, Cadamosto nombra dos grandes ríos más allá del promontorio del cabo Roxo —Santa Anna and San Dominico— lo que es un poco confuso. Se cree que uno probablemente fuera el río Cacheu (12°10′32″N 16°20′47″O / 12.17556, -16.34639, que a menudo se indicó más tarde en los mapas portugueses como Rio de São Domingos), mientras que el otro sería uno de los ramales (Rio de Jatta o Rio das Ancoras) del río Mansoa (11°51′34″N 15°58′24″O / 11.85944, -15.97333)
Un día después, Cadamosto descubrió un gran río (grandissimo fiume), al que llamaron Rio Grande (el río Geba, más precisamente, el amplio estuario que forma junto con el río Corubal, aunque no parece que en realidad entrasen en el río) (11°45′N 15°38′O / 11.750, -15.633). Después de anclar cerca de la orilla sur del estuario, se les acercaron un par de largas canoas nativas desde la parte continental (sin dar identificación, probablemente balantas o biafares). Negociaron unas pocas baratijas con las canoas, pero fueron incapaces de comunicarse, ya que sus intérpretes en barco (wólof y/o mandingas) no entendían el idioma nativo. Después de un par de días, levaron anclas y se dirigieron a algunas «de las muchas islas en el mar» (las islas Bissagos), pero también fueron incapaces de comunicarse con los habitantes del lugar. Teniendo en cuenta la barrera del idioma, no vieron ningún sentido a seguir adelante. Cadamosto, Usodimare y el capitán portugués navegaron de vuelta a Portugal (los detalles de su viaje de regreso no se dan).

### Logros
Según los archivos, los descubrimientos portugueses antes de Alvise Cadamosto no parecen haber ido más allá del delta del Sine-Saloum. El navegante más lejano pre-Cadamosto parece haber sido la singular expedición de Álvaro Fernandes, que en 1446 pudo haber llegado incluso al cabo Roxo, pero éste no fue superado. La expedición de 1447 dirigida por Estêvão Afonso no fue más allá del principio del estuario del río Gambia, y posteriores expediciones por debajo de Cabo Verde se suspendieron en gran parte por el príncipe Enrique. La principal barrera para los portugueses parece haber sido la beligerancia de los Niumi-Bato (Niominka) y los Niumi-Banta (mandingas de Niumi (Barra)), ambos dirigidos por el mismo rey, Niumimansa. Cadamosto encontró gran hostilidad en su primera expedición de 1455. Pero en su segundo viaje, en 1456, la oposición desapareció por alguna razón, y se las arregló para convertirse en el primer europeo (junto con Antoniotto Usodimare y su compañero anónimo) en navegar por el río Gambia. Se desconoce la causa de este cambio de actitud de un año a otro —¿un nuevo Niumimansa? ¿un cambio en la política de Senegambia? El poco fiable Diogo Gomes se jactó después de que él había navegado en el Gambia en algún momento entre 1456 y 1458 y que, sin ayuda de nadie, negoció una paz con Niumimansa, aunque esto es probablemente exagerado.)
Una vez que se abrió el río Gambia, Cadamosto y Usodimare lideraron el siguiente gran salto de los descubrimientos de Enrique en África: las islas de Cabo Verde, el río Casamance, el cabo Roxo, el río Cacheu y finalmente el río Geba y las islas Bissagos. La longitud del litoral que descubrieron en 1456 fue el mayor salto en la era de los descubrimientos portugueses desde 1446. Gran parte de la misma costa sería cubierta de nuevo por Diogo Gomes alrededor de 1458 (posiblemente a principios de 1456, probablemente enviados por Enrique como seguimiento del informe de Cadamosto) y 1462. La marca más lejana alcanzada por Cadamosto en realidad sólo será superado por Pedro de Sintra en 1461-62.

## Regreso a Venecia
Después de su regreso, en 1456, Cadamosto continuó viviendo en Lagos durante muchos años, lo que sugiere que debe haber seguido participando, directa o indirectamente, en el comercio con África occidental, aunque no se sabe si Cadamosto mismo hizo algún viaje más en la costa africana. Cadamosto afirma ciegamente que no hubo más viajes exploratorios de importancia de ninguna persona después de 1456, hasta la expedición de Pedro de Sintra en 1462. Cadamosto supo los detalles de esa expedición por el secretario de Sintra a su regreso.
El patrón de Cadamosto, el príncipe Enrique el Navegante, murió en noviembre de 1460, y el monopolio sobre el comercio africano volvió a la Corona portuguesa y sus operaciones fueron transferidas gradualmente desde Lagos a Lisboa. Probablemente viendo que no había futuro para él en el nuevo orden, Cadamosto dejó Portugal y regresó a Venecia en febrero de 1463. Se cree que Cadamosto llevó con él sus notas, bitácoras y varios cartas náuticas, que habría utilizado para componer su famosa obra, Navigationi, en algún momento a mediados de la década de 1460. Las Navigationi, además de aclamar generalmente los descubrimientos portugueses y exaltar al príncipe Enrique, proporciona relatos detallados de tres expediciones: sus propios viajes de 1455 y 1456, y el viaje de Pedro de Sintra en 1462. Se cree que habría entregado gran parte de su material original al cartógrafo veneciano Grazioso Benincasa, ya que Benincasa realizó un atlas en 1468, que representa la costa occidental africana con notable precisión.
Las Navigationi fueron escritas probablemente en un esfuerzo por anunciar sus logros y recuperar su buen nombre. Después de su regreso, Cadamosto logró recuperar algunos de los bienes familiares que se habían apropiado sus familiares Querini y, un par de años más tarde, se casó con Elisabetta di Giorgio Venier, una noble rica, pero de salud frágil, que murió sin darle un hijo. Regresó al comercio, teniendo intereses comerciales en lugares tan distantes como España, Alejandría, Siria e Inglaterra. Con su fortuna y contactos recobrados, se labró una carrera diplomática y administrativa en la República de Venecia. Cadamosto sirvió como proveditor veneciano en Cattaro, luego en Corone, y fue enviado más tarde en misión diplomática a Dalmacia y al Ducado de Saint Sava (hoy Herzegovina.) Después de la caída de Negroponte en 1470, Cadamosto fue puesto a cargo de la elaboración de un plan para la defensa de Albania contra la otomanos.
En 1481, Alvise Cadamosto fue elegido capitán de la flota veneciana de galeras de Alejandría, poniendo fin a su carrera naval en las mismas naves donde empezó. Murió en 1483, en el Polesine, durante una misión diplomática a Rovigo para evaluar los despojos adquiridos por la República de Venecia después de su victoria sobre Hércules I de Este, duque de Ferrara, en la guerra de Ferrara (aunque en algunos cuentas, la fecha de su muerte, a veces se da tanto en 1477 como en una fecha tan tardía como 1488).

## LasNavigazioni
Para los historiadores de los descubrimientos portugueses en tiempos de Enrique el Navegante, los relatos de Alvise Cadamosto, las Navigazioni, han demostrado ser un documento inestimable. Las narraciones de Cadamosto, la crónica de Gomes Eanes de Zurara y las memorias de Diogo Gomes, son prácticamente todo lo que queda del registro contemporáneo escrito de los descubrimientos enricanos. De hecho, hasta la publicación en 1552 de las Decadas da Asia de João de Barros (que esbozó sobre un proyecto manuscrito de la Crónica de Zurara), las Navigazioni de Cadamosto fue el único trabajo publicado que circuló en Europa sobre los descubrimientos portugueses. Cadamosto enfatizó el papel central del príncipe Enrique, y fue instrumental en la creación de la imagen del príncipe Navigator para la posteridad. Comparado con el hagiográfico Zurara y el poco fiable Gomes, los historiadores han disfrutado y elogiado la fiabilidad y el detalle proporcionado por Cadamosto, dando una visión más rica y más clara de cómo operó la gran empresa enricana.
Los relatos de Cadamosto también son de gran valor para los historiadores de África, proporcionando los primeros relatos detallados escritos de la región de Senegambia, más allá de los márgenes tocados un siglo antes por el historiador árabe Ibn Battuta. Cadamosto ofrece un resumen de los conocimientos contemporáneos europeos sobre el África occidental. Describe el Imperio de Malí (Melli) y el comercio transahariano, por ejemplo, cómo las caravanas bereberes llevaban la sal del Sahara desde las salinas desérticas como Teghaza (Tegazza) hasta las ciudades fronterizas como Timbuctu (Tombutto). Explica cómo el oro que procede del corazón de Malí sale en tres partes: una para Cochia (Kukiya), y luego hacia el este, a Egipto; la segunda vía Tombuctú hasta Toet (Tuat) y luego al norte, hacia Túnez; y una tercera parte, también a través de Tombuctú, que se dirige al oeste a Hoden (Uadane), destinada a Marruecos, parte de la cual se desvía a la factoría portuguesa de Arguin.
Cadamosto es la primera persona conocida que se refirió al río Senegal por su moderno nombre reconocible (Rio di Senega) en lugar de como "Nilo occidental". Curiosamente, Cadamosto señala que el Senegal era probablemente el Niger de los geógrafos antiguos (por ejemplo, de Claudio Ptolomeo). Repite el viejo error de suponer que el río Senegal y el río (real) Níger estaban conectados entre sí, formando un gran río de este a oeste, y relata la leyenda de que se cree que es un afluente del gran río bíblico de Gihon (Gion) que fluía desde el Jardín del Edén a través de las tierras de Aethiopia.
Cadamosto describe el imperio wólof (Gilofi), que anota tenía como límite al este con los Fula Tekrur/Toucouleur (Tuchusor) y al sur con los estados mandinga del río Gambia (Gambra) Cadamosto entra en bastante detalle en la política, la sociedad y la cultura de los estados wólof. Proporciona una descripción en persona meticulosamente detallada de la aldea Cayor en que se quedó en 1455, la corte Damel, la gente, costumbres, economía, fauna y flora locales, etc. Los datos demuestran la pura curiosidad de Cadamosto: describe las costumbres cortesanas, las casas, el uso de conchas como moneda, la comida y bebidas, el funcionamiento de los mercados locales, la ganadería y el cultivo, la producción de vino de palma, las armas, las danzas y la música, la reacción a las novedades europeas (ropa, barcos, cañones, gaitas). En todo esto, la narrativa de Cadamosto denota una cierta curiosidad honesta y ausencia de prejuicios, tal vez sorprendente para un europeo de la época. Cadamosto intenta un relato igualmente detallado del pueblo mandinga del río Gambia, tomando nota en particular de su abundante algodón (poco común en las zonas wólof), aunque no es tan completa, ya que no parece aventurar muy lejos sus barcos allí. No cesa de maravillarse ante la extraordinaria vida silvestre que es mucho más abundante alrededor del Gambia, en particular el hippopotamus (que él llama «pez caballo») y el elefante africano en gran parte desconocido (cuya carne fue tentado a probar, una pieza que salaron y llevó de vuelta a Portugal para el propio príncipe Enrique; una pata de elefante conservada fue remitida a la hermana de Enrique, Isabel de Portugal, duquesa de Borgoña).

### Ediciones
El relato de Alvise Cadamosto fue publicado por primera vez en Italia a la cabeza de la famosa colección de 1507, Paesi novamente retrovati, editado por Francazano Montalboddo y publicado en Vicenza. Fue seguido rápidamente por traducciones al latín (1508), alemán (1508) y francés (1515). La versión italiana fue reimpresa en la famosa colección de Giovanni Battista Ramusio de 1550. Aunque reproducido y difundido ampliamente en otros países, la traducción al portugués no apareció hasta 1812.
Cadamosto también fue considerado durante largo tiempo como el autor del Portolano del mare, un rotero con derroteros de las costas del Mediterráneo, que se encuentra en la biblioteca de San Marcos en Venecia, con el sello de publicación de Bernardo Rizzo en 1490. La autoría de Cadamosto de ese portulano se ha descartado generalmente en tiempos modernos.
Ediciones de la obra Navigazioni de Cadamosto:
- Original (1507), como apertura de los capítulos de la obra Paesi novamente retrovati et Novo Mondo da Alberico Vesputio Florentino intitulato, de Francanzano Montalboddo, editor, publicada en Vicenza, 1507. (Reimpreso en 1508, 1512, 1519 y 1521). Cadamosto cuenta sus viajes de 1455 y 1456 y comienza con el título: «Libro Primo: In comenza el libro de la prima Navigatione per loceano a le terre de Nigri de la Bassa Ethiopia per comandamento del Illust. Signor Infante Don Hurich fratello de Don Dourth Re de Portogallo» (capítulo 1 al capítulo 47) es el viaje de 1455 y 1456. El relato de Cadamosto del viaje de Pedro de Sintra se encuentra al principio de la sección siguiente «Libro Secundo: De la Navigatione de Lisbona a Callichut de lengua Portogallese intaliana», que comienza con el encabezado «Chi scriprireno noui paesi cum li sui nomi» (Capag. 48-50).[53]

- Latín (1508) traducido del Paesi de Montalboddo, 1507, por Archangelo Madrigini, Abad de Casalo, como Itinerarium Portugallensium e Lusitania in Indiam et Inde in Occidentem et Demum ad Aquilonem publicada en Milán, 1508.[54] Esta traducción latina fue reimpresa en Simon Grynaeus, Novus orbis regnorum et insularum veteribus incognitorum, 1532.

- Alemán (1508) traducido por Jobstein Ruchamer, en Newe unbekante landte und ein newe weldte in kurt verganger zeythe erfunden, publicado en Núremberg, 1508

- Francés (1515): traducido por Mathurin du Redouer, Sensuyt le Nouveau monde & navigations faictes par Emeric Vespuce Florentin: Dez pays & isles nouvellement trouvez auparavant a nous inconneuz tant en l'Ethiope que Arrabie, Calichut et aultres plusiers regions estranges, publicado en París, 1515. (reimpreso en 1916 online) (reimpreso en 1895, C. Schefer ed., Relation des voyages à la côte occidentale d'Afrique d'Alvise de Ca' da Mosto, 1455-1457, París: Leroux online; Nueva traducción de Frédérique Verrier (1994) Voyages en Afrique Noire d'Alvise Ca'da Mosto (1455 & 1456). París: Chandeigne.)

- Italiano (Ramusio ed.): "Il Libro di Messer Alvise Ca da Mosto Gentilhuomo Venetiano" & "Navigatione del Capitano Pietro di Sintra Portoghese scritta per il medesimo M. Alvise da Ca da Mosto", impreso en Venecía (1550), por Giovanni Battista Ramusio, ed., Primo volume delle navigationi et viaggi nel qua si contine la descrittione dell'Africa, et del paese del Prete Ianni, on varii viaggi, dal mar Rosso a Calicut, & infin all'isole Molucche, dove nascono le Spetierie et la navigatione attorno il mondo. en línea.

- Inglés: «Original Journals of the Voyages of Cada Mosto and Piedro de Cintra to the Coast of Africa, the former in the years 1455 and 1456, and the latter soon afterwards», reimpreso en R. Kerr, 1811, A General History of Voyages and Travels to the end of the 18th century, vol. 2, Edinburgh: Blackwood. Ch.4 [Otra edición en inglés se encuentra en G.R. Crone, ed, 1937, The Voyages of Cadamosto, Londres: Hakluyt]

- Portugués: «Navegações de Luiz de Cadamosto, a que se ajuntou a viagem de Pedro de Cintra, capitão Portuguez, traduzidas no Italiano», en Academia Real das Sciencias, 1812, Collecção de noticias para a historia e geografia das nações ultramarinas: que vivem nos dominios portuguezes, ou lhes são visinhas, vol. 2, Pt.1 fuera de prensa.

- Español: "Los Viajes Africanos de Alvise Cadamosto (1455-1456)", Instituto de Estudios Canarios, 2017, ISBN 978-84-697-6718-4.

Apócrifo (no de Cadamosto, pero que se le atribuyó en el pasado):
- Desconocido (1490) Il Portolano del mare di Alvise da Mosto, nobile Veneto, nel qual si dichiara minutamente del sito di tutti i Porti, quali sono da Venezia in Levante et in Ponente et d'altre cose utilissime & necessarie ai naviganti. 1806 ed., Venice: Silvestro Gnoato. en línea.